# Gloria Rodríguez Santo
Gloria Rudi Rodríguez Santo (Melo, 26 de outubro de 1960) é uma jornalista uruguaia, funcionária pública, ativista e política do Partido Nacional (PN) no Uruguai. É senadora desde 15 de fevereiro de 2020 e a quarta na linha de sucessão presidencial.

## Biografia
Gloria Rodríguez nasceu em 1960 em Melo, Departamento de Cerro Largo. Seu pai era policial e sua mãe empregada doméstica, e conheciam Jorge Silveira Zabala, líder do Partido Nacional em Cerro Largo. Foi ele quem lhe apresentou a ideologia. Em 1991, após o divórcio, mudou-se para Montevidéu com seus filhos e sua bisavó, instalando-se no bairro Malvín Norte. Trabalhou como secretária no Colégio María Auxiliadora, como vendedora e como funcionária do Ministério dos Transportes e Obras Públicas e do Ministério da Educação e Cultura. Formou-se em jornalismo pelo Instituto Profissional de Ensino de Jornalismo (IPEP).

## Carreira política e ativismo
Iniciou sua militância nos anos 90, distribuindo cédulas da Lista 71, da facção Herrerismo do Partido Nacional em Malvín Norte. Durante a crise bancária do Uruguai em 2002, montou uma cozinha comunitária para servir sopa, alimentando 70 crianças da localidade. Desde então, tem se dedicado ao trabalho comunitário em favelas.
Participou das eleições gerais de 2014 como membro do Todos, uma facção liderada por Luis Lacalle Pou. Concorreu a uma vaga na Câmara dos Deputados, foi eleita Deputada Nacional pela 48ª Legislatura. Tomou posse em 15 de fevereiro de 2015, tornando-se a primeira mulher afro-uruguaia a ocupar uma cadeira na Câmara dos Deputados da Assembleia Geral do Uruguai. Na eleição de 2019, foi eleita senadora pela 49ª Legislatura. Dessa forma, se tornou a primeira mulher afro-uruguaia a ocupar uma cadeira senatorial no Uruguai.  A senadora afirma que “ o fato de termos que trabalhar muito para que uma mulher negra chegue ao Parlamento não surpreende ninguém”.